# Katarzyna Krupa
Katarzyna Krupa (ur. 7 stycznia 1989 w Czyżowicach) – polska piłkarka, grająca na pozycji obrońcy. Jest wychowanką RTP Unii Racibórz, chociaż piłkę nożną trenowała już wcześniej w trampkarzach w Czyżowicach, grając z chłopcami. Na koncie sukcesów posiada dwukrotne mistrzostwo Polski (2008/09, 2009/10) oraz Puchar Polski (2009/10). Występowała również w reprezentacji Polski U-19.